# Anoreina nana
Anoreina nana är en skalbaggsart som först beskrevs av Bates 1861.  Anoreina nana ingår i släktet Anoreina och familjen långhorningar. Inga underarter finns listade i Catalogue of Life.